# Athénaïs
Athénaïs est un prénom féminin d'origine grecque.

## Étymologie
Athénaïs provient du grec Αθηναΐς, composé de Ἀθηνᾶ (« Athéna ») et suivi du suffixe -ίσ, peut être traduit par « celle qui vient d'Athéna », la « fille d'Athéna », « celle d'Athéna ».

## Popularité
Le prénom, rare en France jusque dans les années 1990 (quelques naissances par an en moyenne), atteint son pic de popularité en 2017 avec 255 naissances d'Athénaïs.

## Personnalités portant ce prénom
- Athénaïs de Montespan (1640-1707), favorite de Louis XIV.
- Athénaïs Clément (1869-1935), enseignante suisse ;
- Athénaïs Mialaret (1826-1899), femme de lettres française.

- Pour l'ensemble des articles sur les personnes portant ce prénom, consulter :
  - la liste des articles dont le titre commence par ce prénom
  - les listes produites par Wikidata : Liste des personnes de prénom « Athénaïs » — même liste en incluant les éventuels prénoms composés qui contiennent « Athénaïs ».